# Гусеницеїд сірошиїй
Гусеницеїд сірошиїй (Conopophaga peruviana) — вид горобцеподібних птахів родини гусеницеїдових (Conopophagidae).

## Поширення
Вид поширений у західній частині басейну Амазонки. Трапляється на сході Еквадору, північному сході Перу та заході Бразилії.

## Опис
Дрібний птах, завдовжки 11,3—12,5 см, вагою 23—26 г. Тіло пухке з великою сплющеною головою, коротким конічним дзьобом, короткими і закругленими крилами, квадратним хвостом та міцними ногами. В забарвленні присутній чіткий статевий диморфізм. У самців верхня частина голови темно-коричнева. На скронях є довге біле пір'я. Крила, спина та хвіст коричневі. Краї криючих крил вохристі. Черево біле. Решта тіла сіро-блакитна. У самиць біле пір'я на скронях менш яскраве, а груди та горло коричневі.

## Спосіб життя
Мешкає у дощових лісах з густим підліском та численними епіфітами. Трапляється поодинці або парами. Активний вдень. Більшу частину дня сидить на нижніх гілках чагарників, чатуючи на здобич. Живиться комахами та іншими дрібними безхребетними.